# Rajd des Garrigues – Languedoc-Roussillon 1987
Rajd des Garrigues – Languedoc-Roussillon 1987 (8. Rallye des Garrigues - Languedoc-Roussillon) – 8. edycja rajdu samochodowego Rajd des Garrigues – Languedoc-Roussillon rozgrywanego we Francji. Rozgrywany był od 26 do 29 marca 1987 roku. Była to siódma runda Rajdowych Mistrzostw Europy w roku 1987 (rajd miał najwyższy współczynnik - 4).

## Klasyfikacja rajdu
| Miejsce                                          | Kierowca                                         | Pilot                                            | Samochód                                         | Czas                                             | Strata                                           |                                                  |
| Klasyfikacja generalna, ERC i mistrzostw Francji | Klasyfikacja generalna, ERC i mistrzostw Francji | Klasyfikacja generalna, ERC i mistrzostw Francji | Klasyfikacja generalna, ERC i mistrzostw Francji | Klasyfikacja generalna, ERC i mistrzostw Francji | Klasyfikacja generalna, ERC i mistrzostw Francji | Klasyfikacja generalna, ERC i mistrzostw Francji |
| ------------------------------------------------ | ------------------------------------------------ | ------------------------------------------------ | ------------------------------------------------ | ------------------------------------------------ | ------------------------------------------------ | ------------------------------------------------ |
| 1.                                               | Alain Oreille                                    | Sylvie Oreille                                   | Renault 11 Turbo                                 | 4:20:42                                          | 0.0                                              |                                                  |
| 2.                                               | Paul Rouby                                       | Jean-Louis Martin                                | Renault 11 Turbo                                 | 4:30:47                                          | +10:05                                           |                                                  |
| 3.                                               | Philippe Bugalski                                | Jean-Marc Andrié                                 | Renault 5 GT Turbo                               | 4:31:29                                          | +10:47                                           |                                                  |
| 4.                                               | Christian Gazaud                                 | Christian Vincent                                | Renault 5 GT Turbo                               | 4:32:24                                          | +11:42                                           |                                                  |
| 5.                                               | Eric Mauffrey                                    | Daniel Grataloup                                 | Volkswagen Golf II GTi 16V                       | 4:32:28                                          | +11:46                                           |                                                  |
| 6.                                               | François Delecour                                | Anne-Chantal Pauwels                             | Peugeot 205 GTI 1.9                              | 4:32:45                                          | +12:03                                           |                                                  |
| 7.                                               | Bernard Ducros                                   | Nadine Pradel                                    | Peugeot 205 GTI 1.6                              | 4:38:11                                          | +17:29                                           |                                                  |
| 8.                                               | Jean-Claude Boix                                 | Norbert Dos Santos                               | Opel Manta GT/E                                  | 4:38:48                                          | +18:06                                           |                                                  |
| 9.                                               | Jean-Paul Bouquet                                | François Dollars                                 | Peugeot 205 GTI 1.9                              | 4:40:10                                          | +19:28                                           |                                                  |
| 10.                                              | Philippe Jaffrennou                              | Philippe Guerrini                                | Opel Manta GT/E                                  | 4:45:59                                          | +25:17                                           |                                                  |